# Candor (villa)
Candor es una villa situada en el condado de Tioga, estado de Nueva York, Estados Unidos. Tiene una población estimada, a mediados de 2022, de 767 habitantes.

## Geografía
La localidad está ubicada en las coordenadas 42°13′42″N 76°20′12″O / 42.22833, -76.33667 (42.228395, -76.336672).

## Demografía
Según el censo de 2000, en ese momento los ingresos medios de los hogares de la localidad eran de $30,313 y los ingresos medios de las familias eran de $38,750. Los hombres tenían ingresos medios por $24,583 frente a los $22,500 que percibían las mujeres. Los ingresos per cápita para la localidad eran de $15,713. Alrededor del 11.9% de la población estaba por debajo de la línea de pobreza.
De acuerdo con la estimación 2017-2021 de la Oficina del Censo, los ingresos medios de los hogares de la localidad son de $53,750 y los ingresos medios de las familias son de $85,000. Alrededor del 7.4% de la población está por debajo de la línea de pobreza.